# Clinotarsus alticola
Clinotarsus alticola is een kikker uit de familie echte kikkers (Ranidae). De soort behoorde lange tijd tot het geslacht Rana en het niet langer erkende geslacht Nasirana. De soort werd voor het eerst wetenschappelijk beschreven door George Albert Boulenger in 1882. Oorspronkelijk werd de wetenschappelijke naam Hylorana pipiens gebruikt.

## Uiterlijke kenmerken
Volwassen exemplaren worden slechts af en toe waargenomen, de opvallende kikkervisjes daarentegen zijn moeilijk over het hoofd te zien. De kikkervisjes worden zeer groot en hebben gekleurde oogvlekken op de staart. De huidklieren die de volwassen exemplaren dragen al reeds bij de kikkervisjes goed ontwikkeld, zoals de parotoïden achter de ogen.

## Verspreiding en habitat
De kikker komt voor in Azië: Bangladesh, India, Myanmar, Thailand en Vietnam, vermoedelijk komt de soort ook voor in China en Nepal. Exemplaren die werden gevonden in Vietnam bleken van een andere soort te zijn (Odorrana nasica).
De habitat bestaat uit bossen en graslanden in de buurt van oppervlaktewater, met name bij watervallen. In een groot deel van het verspreidingsgebied komt de kikker nog algemeen voor, in Bangladesh gaat de soort waarschijnlijk achteruit. Waterkeringen en houtkap hebben een negatieve invloed, kleinschalig toerisme wordt kennelijk getolereerd.